# 城山镇 (湖口县)
城山镇，是中华人民共和国江西省九江市湖口县下辖的一个乡镇级行政单位。

## 行政区划
城山镇下辖以下地区：
大塘社区、东港社区、陈岭村、陈仓村、团山村、牌楼村、横山村、辕门村、团墩村、东庄村、竹庄村、观塘村、南湖村和富源村。